# Enterobacter wuhouensis
Espèce
Enterobacter wuhouensis est une des espèces du genre de bactéries Enterobacter. Ce sont des bacilles à Gram négatif de la famille des Enterobacteriaceae faisant partie de l'embranchement des Pseudomonadota.

## Historique
Enterobacter wuhouensis est une bactérie décrite en 2020 sur la base d'une souche isolée depuis un échantillon de crachat humain prélevé en Chine à l'hôpital West China de Sichuan en 2017. Dans la même publication, une autre espèce du même genre a été décrite, l'espèce Enterobacter quasihormaechei et ces deux espèces ont été isolée de prélèvements de crachats humain.

## Taxonomie

### Étymologie
L'étymologie de cette espèce E. wuhouensis est la suivante : wu.hou.en’sis N.L. masc./fem. adj. wuhouensis, fait référence au district de Wuhou à Chengdu, Province du Sichuan en Chine où la souche type a été isolée,.

### Phylogénie
Les analyses phylogéniques basées sur le gène de l'ARNr 16S ont montré que cette espèce E. wuhouensis est incluse dans le genre Enterobacter avec une homologie de séquence de 99% avec différentes espèces de ce genre mais aussi avec des souches types des genres Leclercia et Lelliottia. Pour préciser la phylogénie de cette espèce, le séquençage du génome complet et l'analyse d'un set de 25 gènes présents dans toute la famille Enterobacteriaceae ont été effectués. Il en a été déduit que la souche WCHEs120002 possède un pourcentage de protéines conservées de 78,94 % à 87,69 % avec les autres bactéries du genre Enterobacter démontrant son appartenance à ce genre. L'analyse phylogénique basée sur les séquences partielles des gènes rpoB, gyrB, infB et atpD ont positionné E. wuhouensis sur le même nœud que l'espèce Enterobacter huaxiensis découverte dans le même hôpital,.

## Description
E. wuhouensis est une bactérie anaérobie facultative à Gram négatif ne formant pas de spores et qui sont mobiles. Le test Voges–Proskauer est positif ainsi que le test catalase tandis que le test oxydase est négatif. Ses tests sont positifs pour la Bêta-galactosidase, l'arginine dihydrolase, l'ornithine décarboxylase et l'utilisation du citrate, et négatifs pour la lysine décarboxylase, la déaminase, la gélatinase, l'activité uréase et la production d'indole. En culture, les bactéries forment des colonies circulaires blanches après 24h à 35 °C. La croissance peut se produire de 4 à 40 °C mais l'optimum est situé à 35 et 37 °C après 48 h d'incubation en présence de 0 à 9 % (w/v) de NaCl en TSB. La croissance n'est pas possible à 2, 42, 45 ou 50 °C. Le pH de croissance se situe en 5.0 et 10 avec un optimum de 6 à 7. Les acides gras cellulaires majoritaires de cette bactérie sont les acides gras C16:0, C17:0 cyclo et C18:1ω7c.
Le pourcentage en bases GC de la souche type est de 56,09 %.

### Souche type
La souche type de l'espèce E. wuhouensis est la souche WCHEs120002 qui porte les identifiants NCTC 14273 et GDMCC 1.1569 (au Guangdong Microbiology Culture Centre) qui sont différentes banques de cultures bactériennes,.

### Multi-résistance
Lors de sa description, cette espèce est décrite comme possédant un profil de résistance à l'amoxicilline/acide clavulanique, la Céfazoline, et le céfuroxime. Sa résistance est intermédiaire pour la Nitrofurantoïne.
Par contre, E. wuhouensis est susceptible aux antibiotiques Amikacine, Céfépime, Ciprofloxacine, gentamicine,Imipénem, levofloxacine, Pipéracilline/tazobactam, Tigécycline, Tobramycine et Triméthoprime/sulfaméthoxazole. E. wuhouensis est aussi susceptible à l'Aztréonam, l'Ertapénem et la ceftriaxone contrairement à E. quasihormaechei isolée dans le même hôpital.

## Habitat
L'espèce E. wuhouensis est une espèce de bactérie dont la souche type, WCHEs120002 a été isolée d'un échantillon de crachats humains prélevé dans un hôpital.